# Solanum

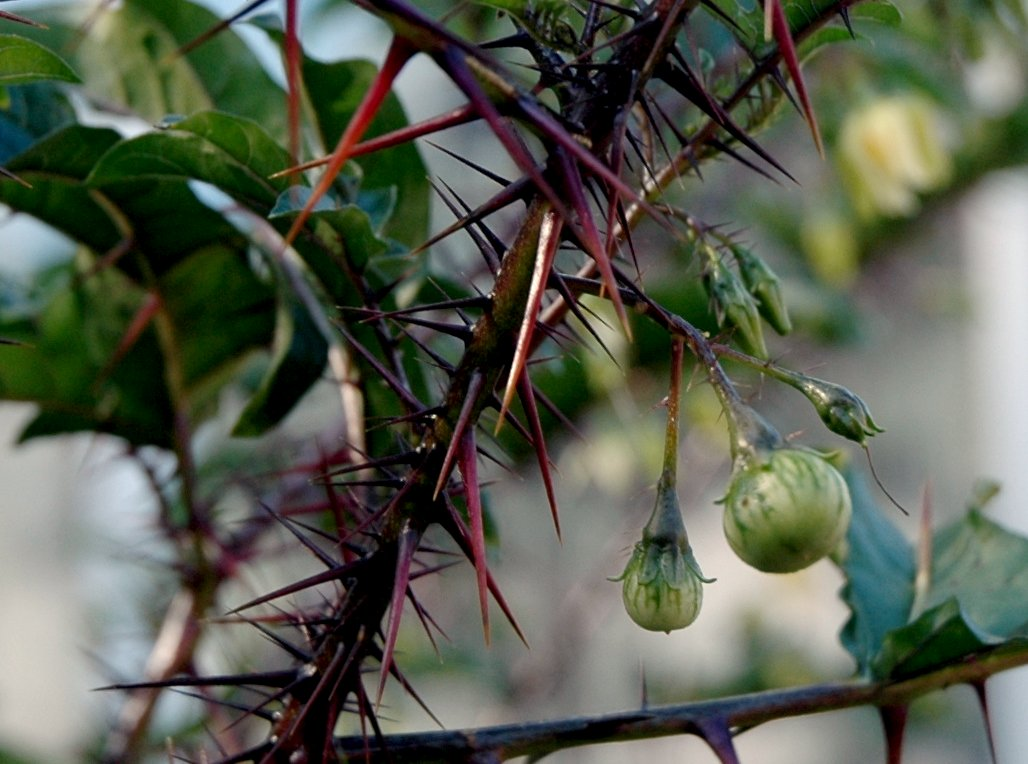
(S. atropurpureum) fruit

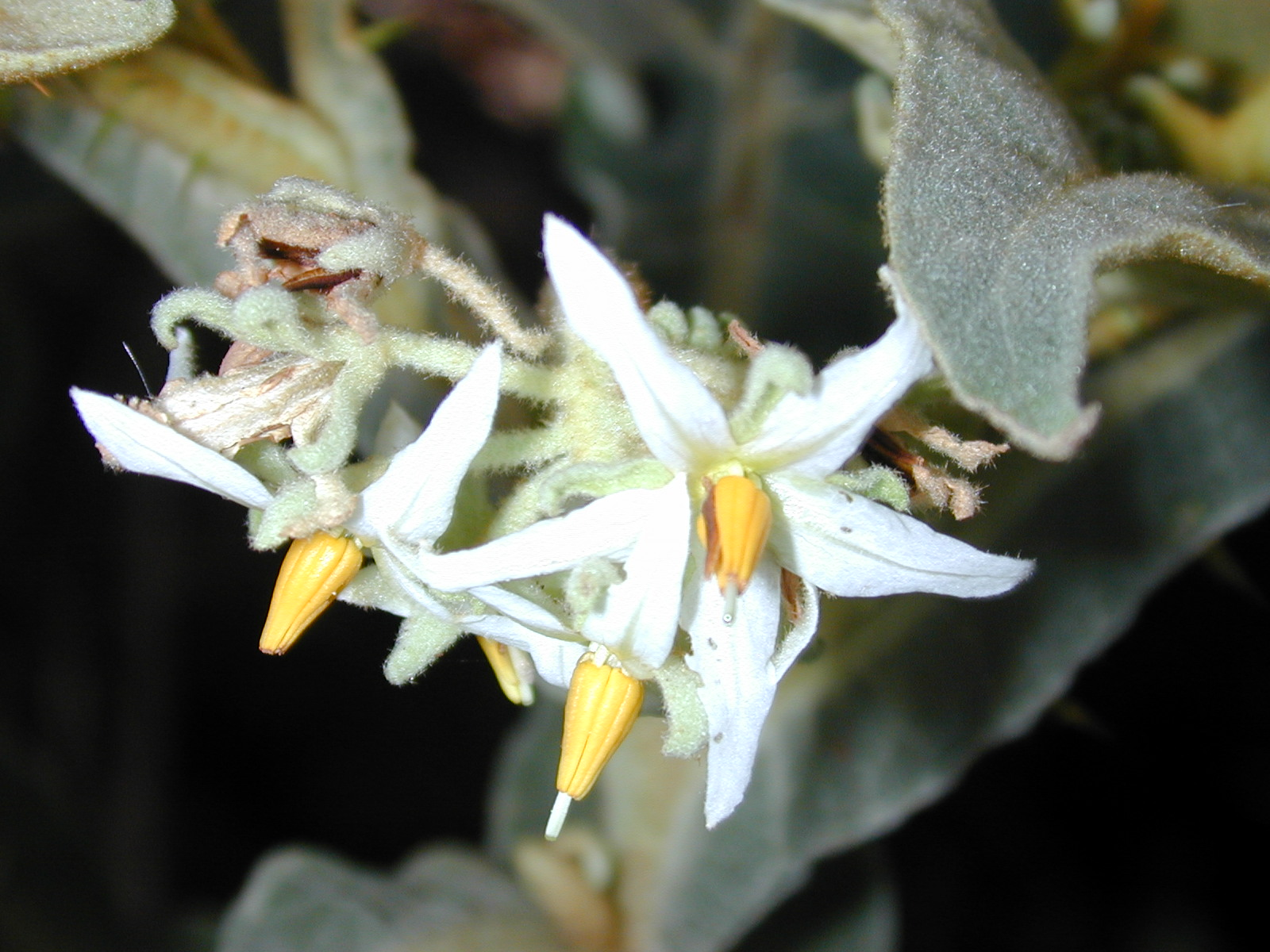
(Solanum robustum) flors

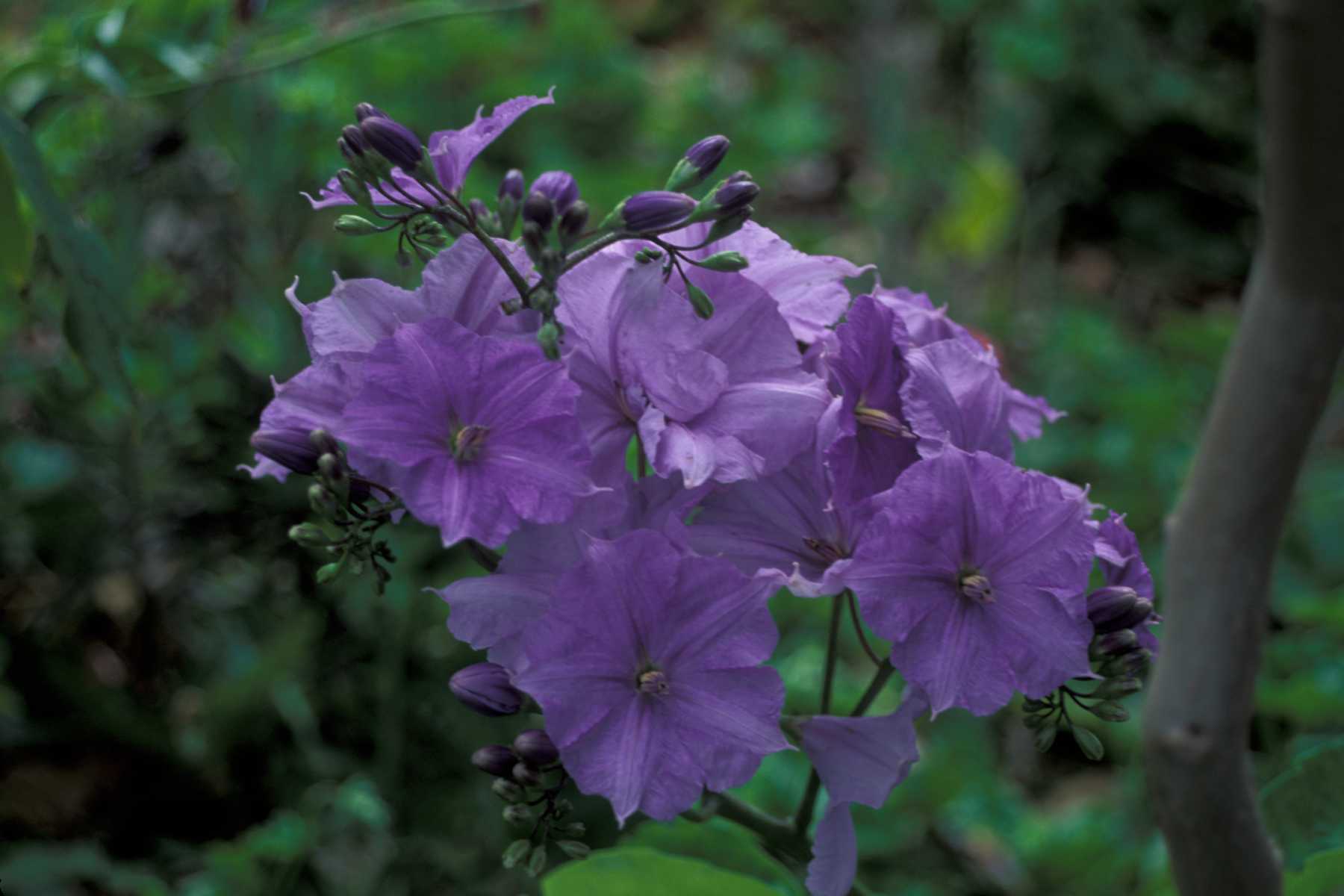
(Solanum wendlandii) flors

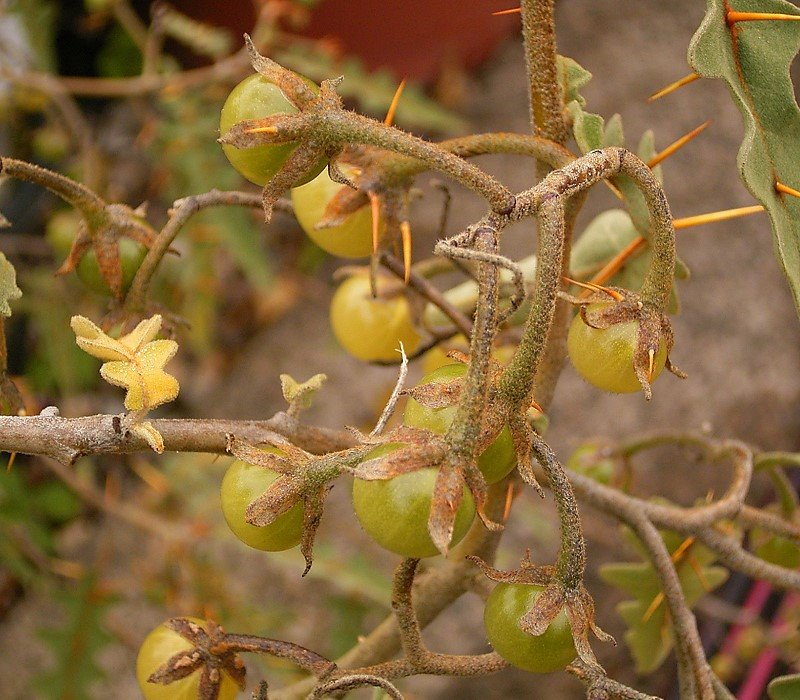
(Solanum pyracanthum) fruit

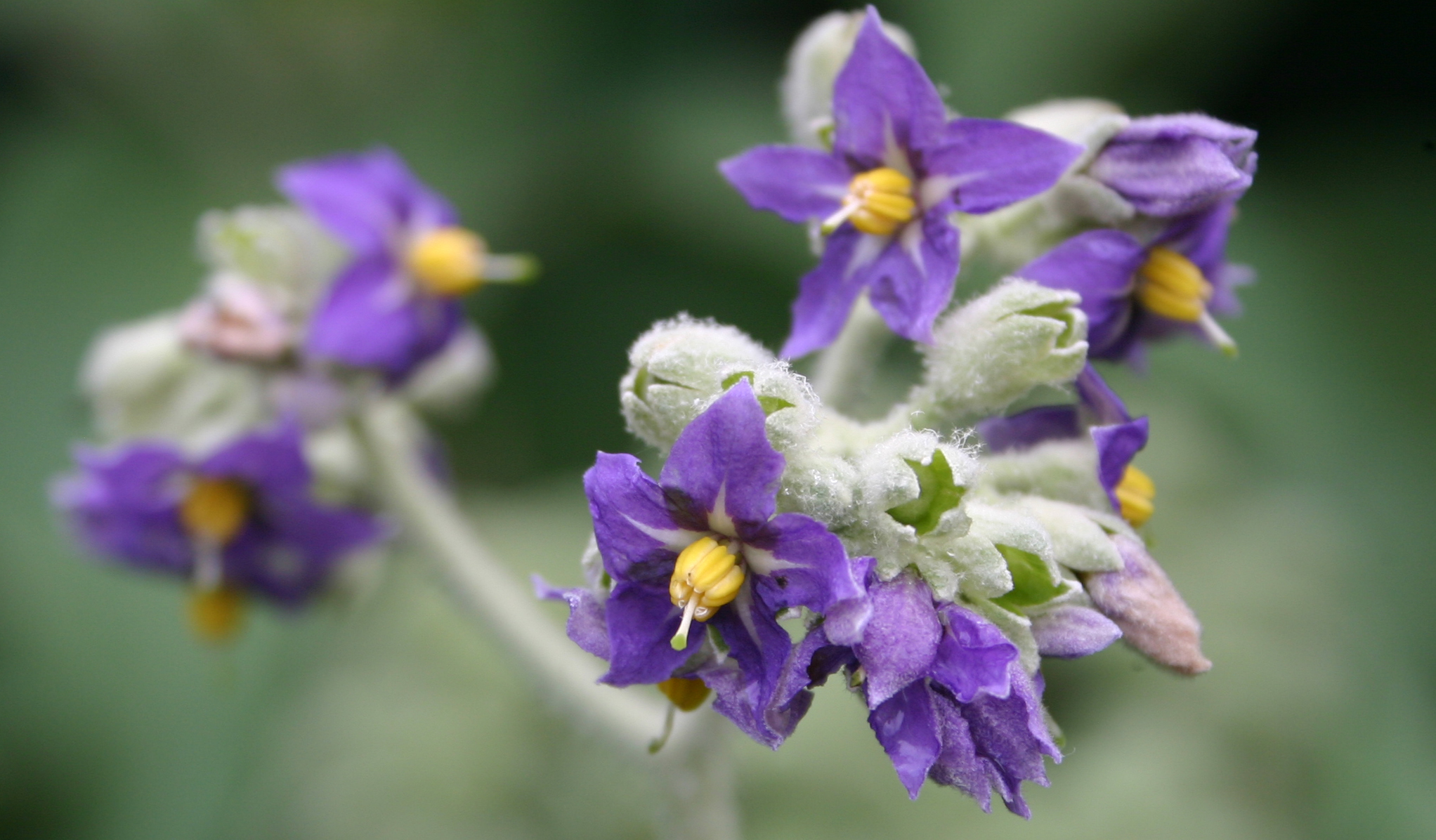

Solanum és un gènere de plantes amb flor dins la família de les solanàcies.

## Característiques
Poden ser plantes anuals o perennes amb forma de matolls, mates, arbusts, petits arbres o lianes.
Les parts verdes, incloent-hi els fruits immadurs, són sovint verinoses per als humans però no necessàriament ho són per a altres animals.
Moltes plantes d'aquest gènere són conreades àmpliament per a l'alimentació, com el tomàquet (S. lycopersicum), la patatera (S. tuberosum), l'albergínia (S. melongena), i també l'albergínia d'Etiòpia (S. aethiopicum), la "naranjilla" o lulo (S. quitoense), la baia turca (S. torvum), o el "tomàquet arbustiu" d'algunes espècies australianes.

## Taxonomia
El gènere Solanum conté unes 1.500-2.000 espècies. Va ser establert per Carl von Linné el 1753 però la seva subdivisió ha estat sempre problemàtica.

### SubgènereBassovia
Seccció Allophylla

- Solanum granuloso-leprosum

Secció Cyphomandropsis
- Solanum glaucophyllum Desf. –

Secció Pachyphylla
- Solanum betaceum – tomaquera d'arbre
- Solanum exiguum
- Solanum roseum

### SubgènereLeptostemonum
Secció Acanthophora
- Solanum aculeatissimum
- Solanum atropurpureum
- Solanum capsicoides – polohauaiʻi
- Solanum mammosum – poma mamellera
- Solanum palinacanthum Dunal
- Solanum viarum

Secció Anisantherum

Secció Campanulata

Secció Crinitum

Secció Croatianum

Secció Erythrotrichum
- Solanum robustum H.L.Wendl.

Secció Herposolanum
- Solanum wendlandii Hook.f.

Secció Irenosolanum
- Solanum incompletum Dunal – popolo ku mai
- Solanum nelsonii
- Solanum sandwicense Hook. & Arn.

Secció Ischyracanthum

Secció Lasiocarpa
- Solanum lasiocarpum Dunal
- Solanum quitoense – lulo (Colòmbia), naranjilla (Equador)
- Solanum sessiliflorum – Cocona

Secció Melongena

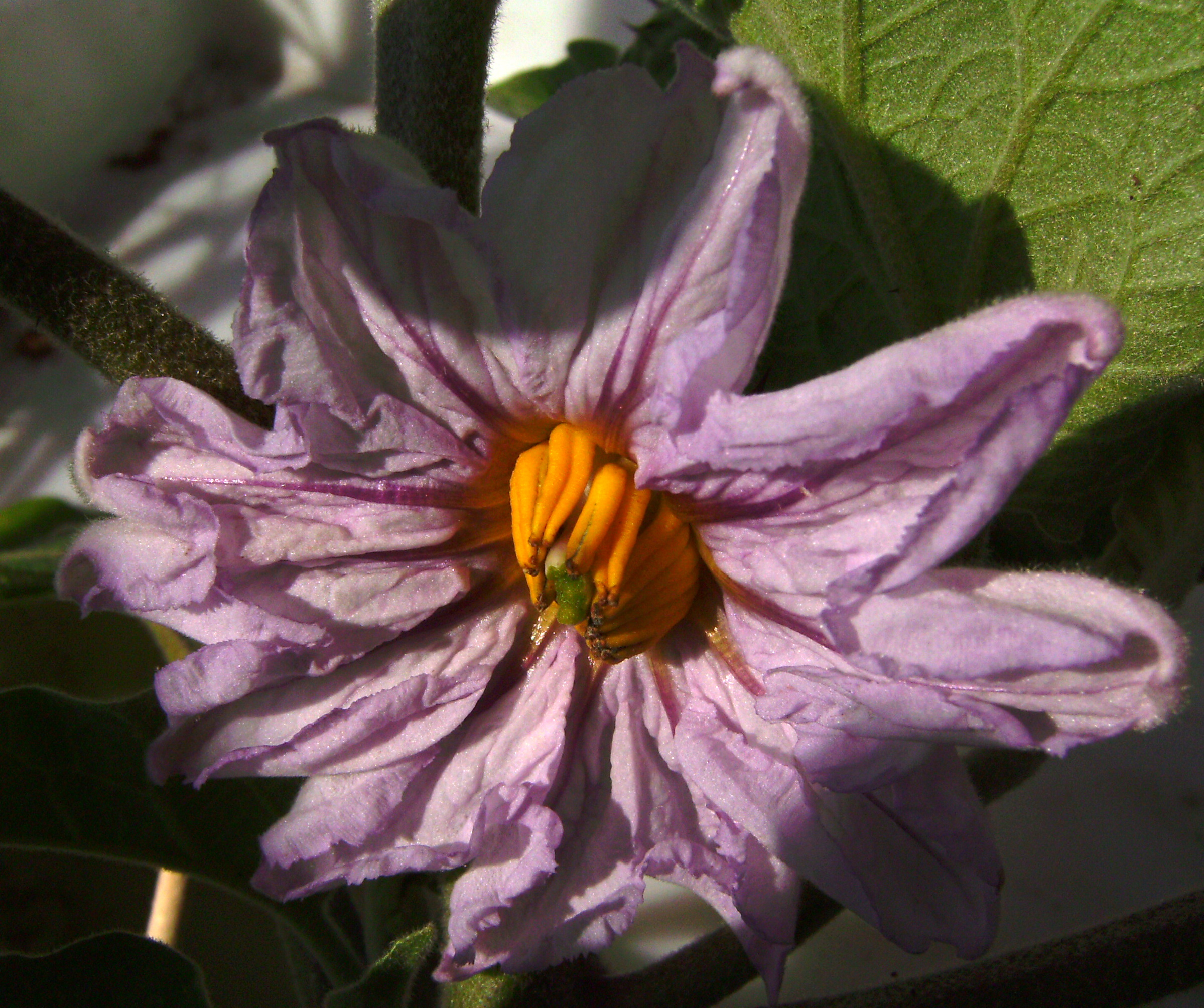
Flor d'albergínia, Solanum melongena

- Solanum aculeastrum – tomàquet de bruixa
- Solanum campechiense
- Solanum carolinense – tomàquet del diable, tomaquera infernal
- Solanum citrullifolium –
- Solanum dimidiatum Raf. –
- Solanum elaeagnifolium – alberginiera borda
- Solanum heterodoxum Dunal
- Solanum incanum L.
- Solanum linnaeanum – poma del dimoni, metzines de pometa, metziner, poma de Sodoma
- Solanum macrocarpon L.
- Solanum marginatum L.f.
- Solanum melongena – albergínia (incloent-hi S. ovigerum)
- Solanum rostratum Dunal –
- Solanum sisymbriifolium –
- Solanum virginianum L.

Secció Micracantha
- Solanum jamaicense Mill. –
- Solanum lanceifolium Jacq. –
- Solanum tampicense Dunal –

Secció Monodolichopus

Secció Nycterium

Secció Oliganthes
- Solanum aethiopicum – albergínia d'Etiòpia; (incl. S. gilo, gilo o jiló)
- Solanum centrale – pansa australiana, akatjurra (Alyawarre), kampurarpa (Pitjantjatjara), merne akatyerre (Arrernte), kutjera
- Solanum cleistogamum – merne mwanyerne
- Solanum ellipticum –
- Solanum pyracanthon Lam. – tomàquet punxós
- Solanum quadriloculatum –

Secció Persicariae
- Solanum bahamense –
- Solanum ensifolium – Erubia

Secció Polytrichum

Secció Pugiunculifera

Secció Somalanum

Secció Torva
- Solanum asteropilodes
- Solanum chrysotrichum Schltdl. – figa del diable
- Solanum lanceolatum –
- Solanum paniculatum – jurubeba
- Solanum torvum – baia turca

### SubgènereLyciosolanum
- Solanum guineense L.

### SubgènereSolanum sensu stricto
Secció Afrosolanum

Secció Anarrhichomenum

Secció Archaesolanum

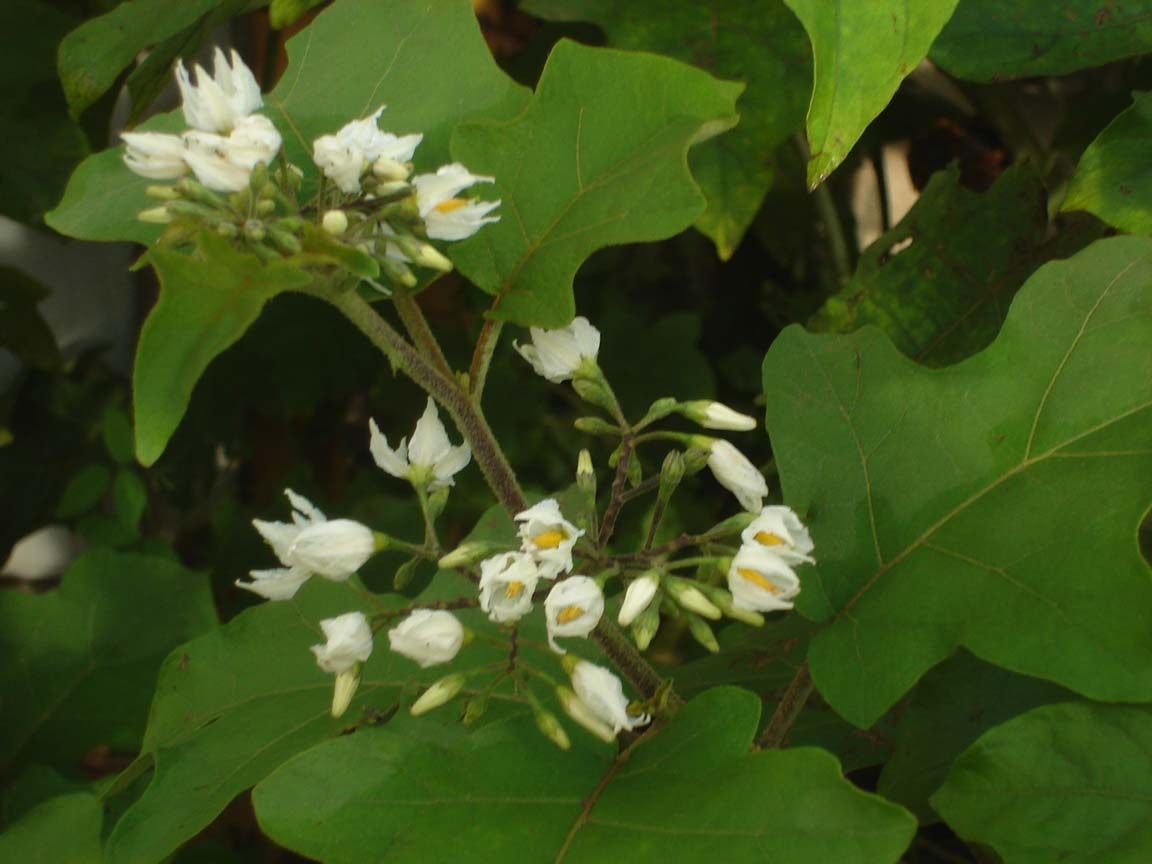
(S. torvum) flors

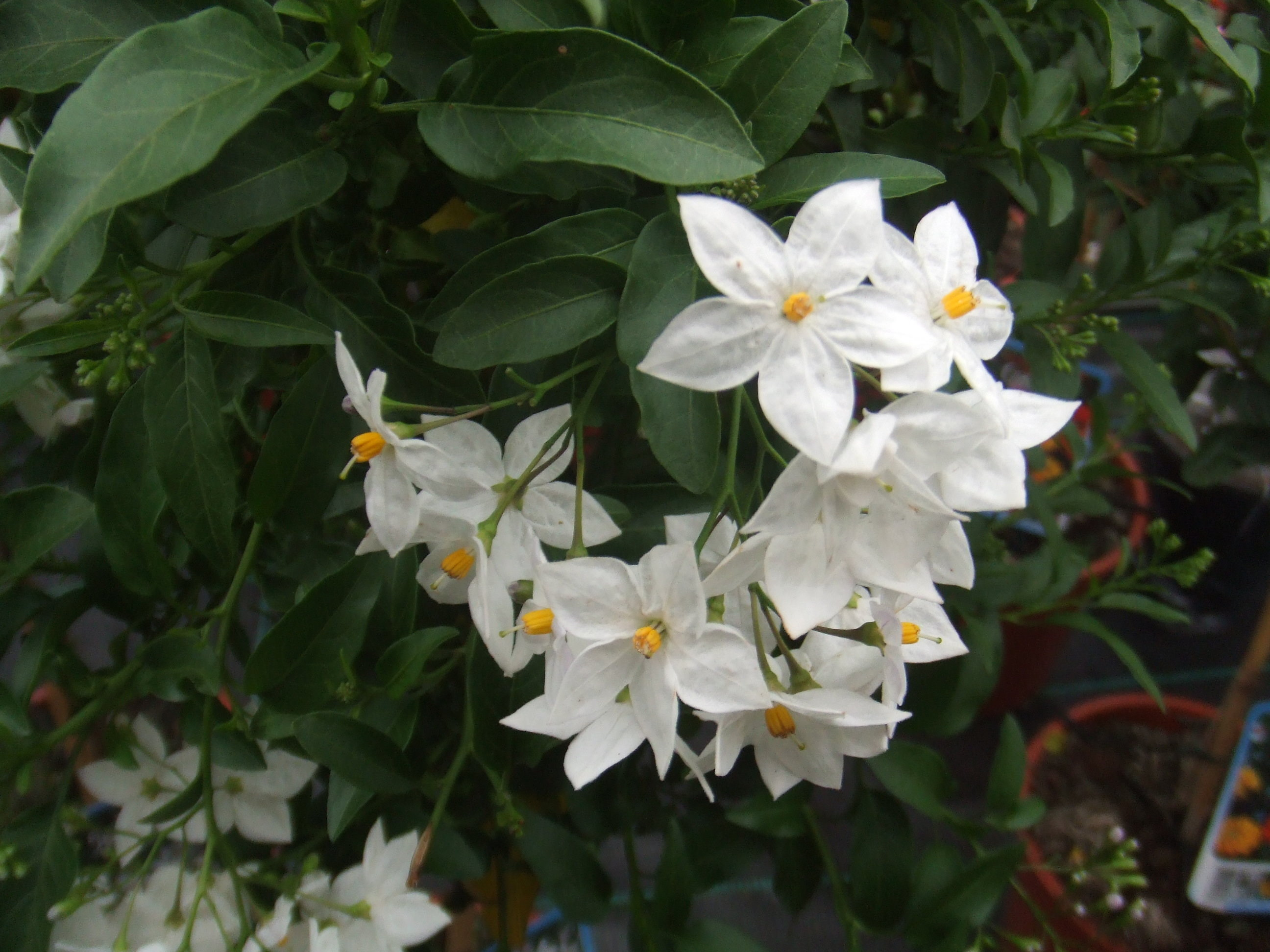
(Solanum laxum) flowers

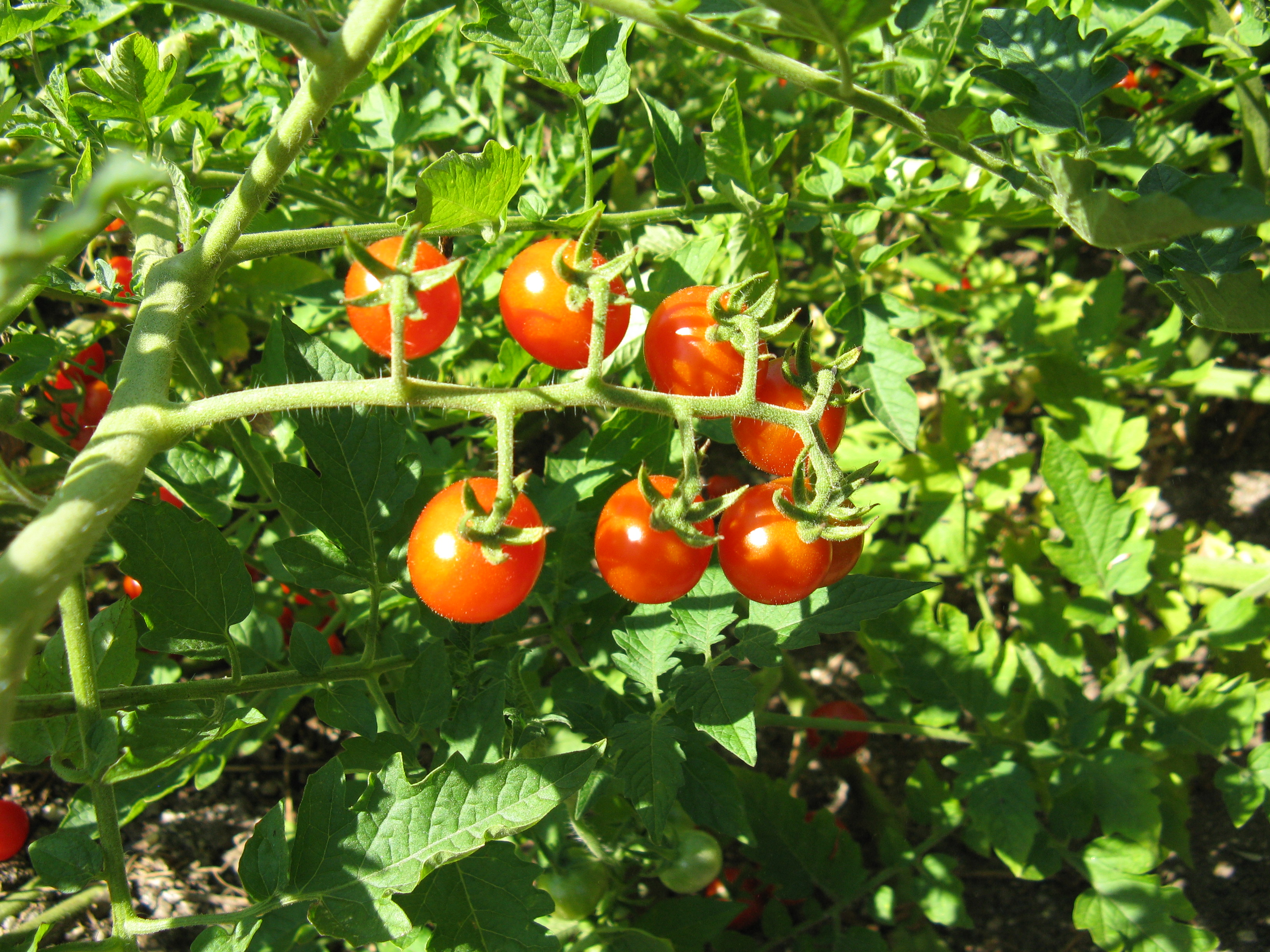
Currant Tomato (S. pimpinellifolium) fruit

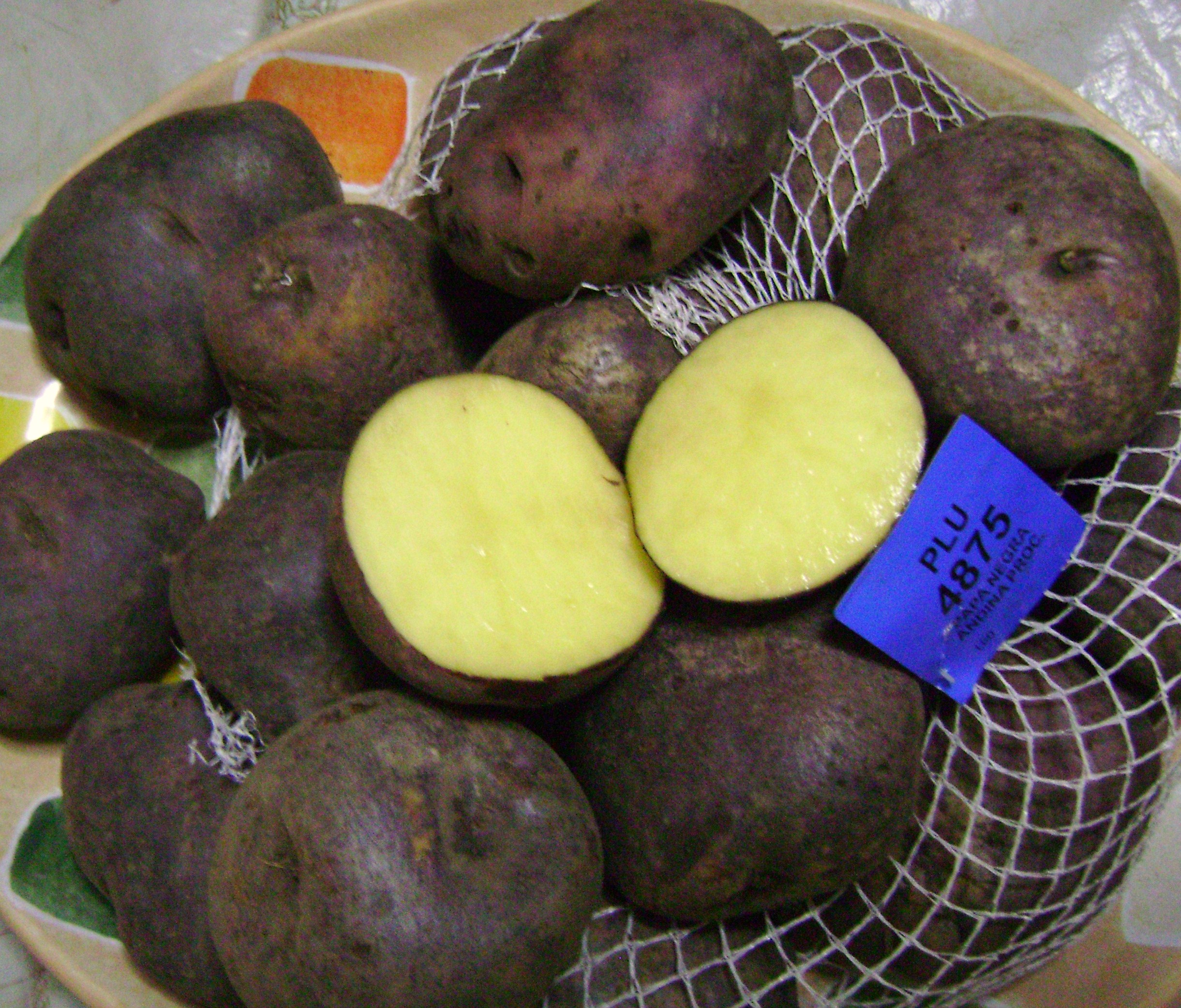
Patates negres dels Andes (S. tuberosum)

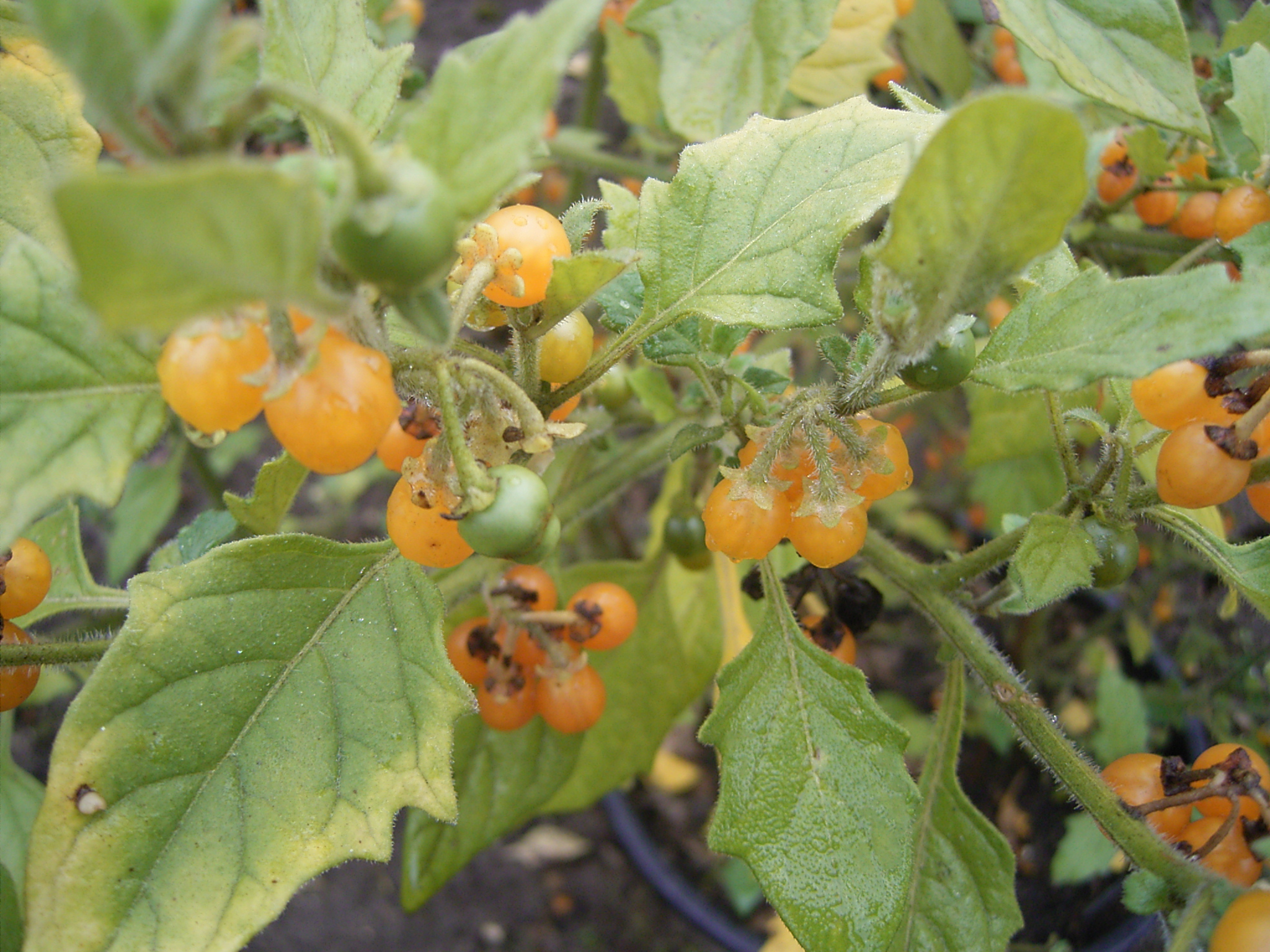
(S. villosum) fruit

- Solanum aviculare – Poroporo (Nova Zelanda), Kangaroo Apple (Austràlia)

Secció Basarthrum
- Solanum muricatum –

Secció Benderianum

Secció Brevantherum
- Solanum bullatum
- Solanum erianthum D.Don –
- Solanum mauritianum –

Secció Dulcamara
- Solanum crispum – patata de Xile
- Solanum dulcamara – dolçamara
- Solanum imbaburense
- Solanum laxum Spreng. – gessamí de selva
- Solanum leiophyllum
- Solanum seaforthianum Andrews –
- Solanum triquetrum Cav. –
- Solanum wallacei – (incloent-hi S. clokeyi)
- Solanum xanti –

Secció Herpystichum

Secció Holophylla
- Solanum diphyllum L. –
- Solanum pseudocapsicum – pebres de cirereta, pebrotera de jardí (incloent-hi S. capsicastrum)
- Solanum pseudoquina (incloent-hi S. inaequale Vell.)

Secció Juglandifolia

Secció Lemurisolanum

Secció Lycopersicoides
- Solanum lycopersicoides Dunal

Secció Lycopersicon

- Solanum arcanum Peralta – tomàquet silvestre
- Solanum cheesmaniae (L.Riley) Fosberg
- Solanum galapagense S.C.Darwin & Peralta
- Solanum huaylasense Peralta
- Solanum lycopersicum - Tomàquet
- Solanum peruvianum L. –
- Solanum pimpinellifolium –

Secció Macronesiotes

Secció Normania

Secció Petota
- Solanum albornozii
- Solanum bulbocastanum –
- Solanum bukasovii Juz. ex Rybin
- Solanum burtonii
- Solanum cardiophyllum –
- Solanum chilliasense
- Solanum commersonii Dunal –
- Solanum demissum Lindl. –
- Solanum jamesii –
- Solanum minutifoliolum
- Solanum paucijugum
- Solanum phureja Juz. & Bukasov
- Solanum pinnatisectum Dunal –
- Solanum regularifolium
- Solanum stoloniferum Schltdl. –
- Solanum ternatum (incl. S. ternifolium)
- Solanum tuberosum - Patatera

Secció Pteroidea

Secció Quadrangulare

Secció Regmandra

Secció Solanum
- Solanum adscendens –
- Solanum americanum – blet blau
- Solanum chenopodioides Lam. – tomatera borda, morella gràcil(incl. S. gracilius)
- Solanum douglasii Dunal –
- Solanum interius Rydb.
- Solanum nigrescens M.Martens & Galeotti –
- Solanum nigrum – Morella vera
- Solanum pseudogracile Heiser –
- Solanum ptychanthum –
- Solanum retroflexum –
- Solanum sarrachoides –
- Solanum scabrum Mill. –
- Solanum triflorum Nutt. –
- Solanum villosum Mill. –

### Altres espècies importants
- Solanum amygdalifolium Steud.
- Solanum bellum
- Solanum cajanumense
- Solanum chimborazense
- Solanum chrysasteroides
- Solanum cinnamomeum
- Solanum conocarpum Rich. ex Dunal –
- Solanum cremastanthemum
- Solanum davisense Whalen –
- Solanum densepilosulum
- Solanum donianum Walp. –
- Solanum dolichorhachis
- Solanum fallax
- Solanum ferox L. – albergínia pilosa
- Solanum fortunense
- Solanum furcatum –
- Solanum glabratum Dunal
- Solanum haleakalaense H.St.John
- Solanum hindsianum Benth. –
- Solanum hypermegethes
- Solanum hypocalycosarcum
- Solanum interandinum
- Solanum latiflorum
- Solanum leucodendron
- Solanum lumholtzianum Bartlett –

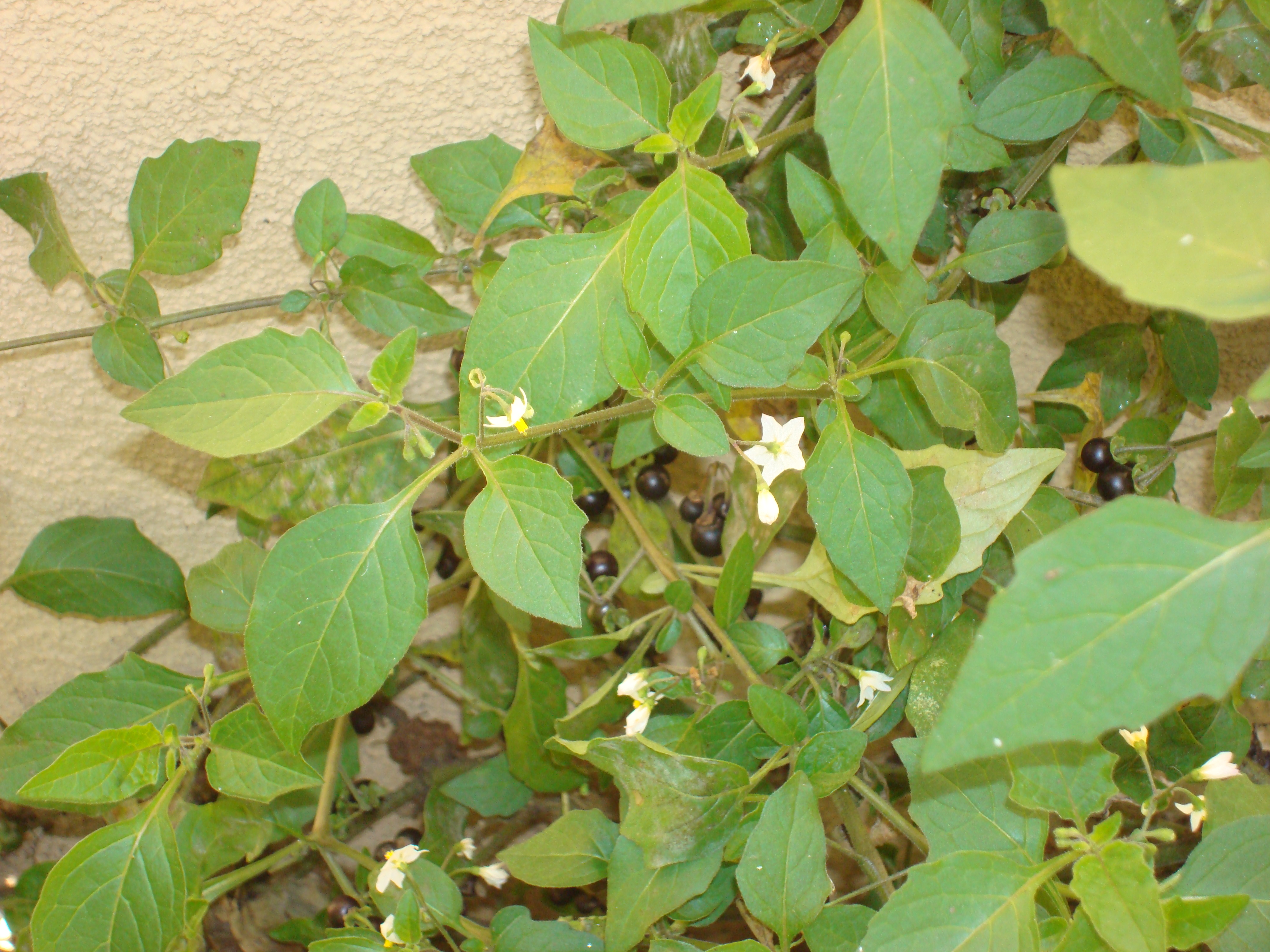
(S. furcatum)

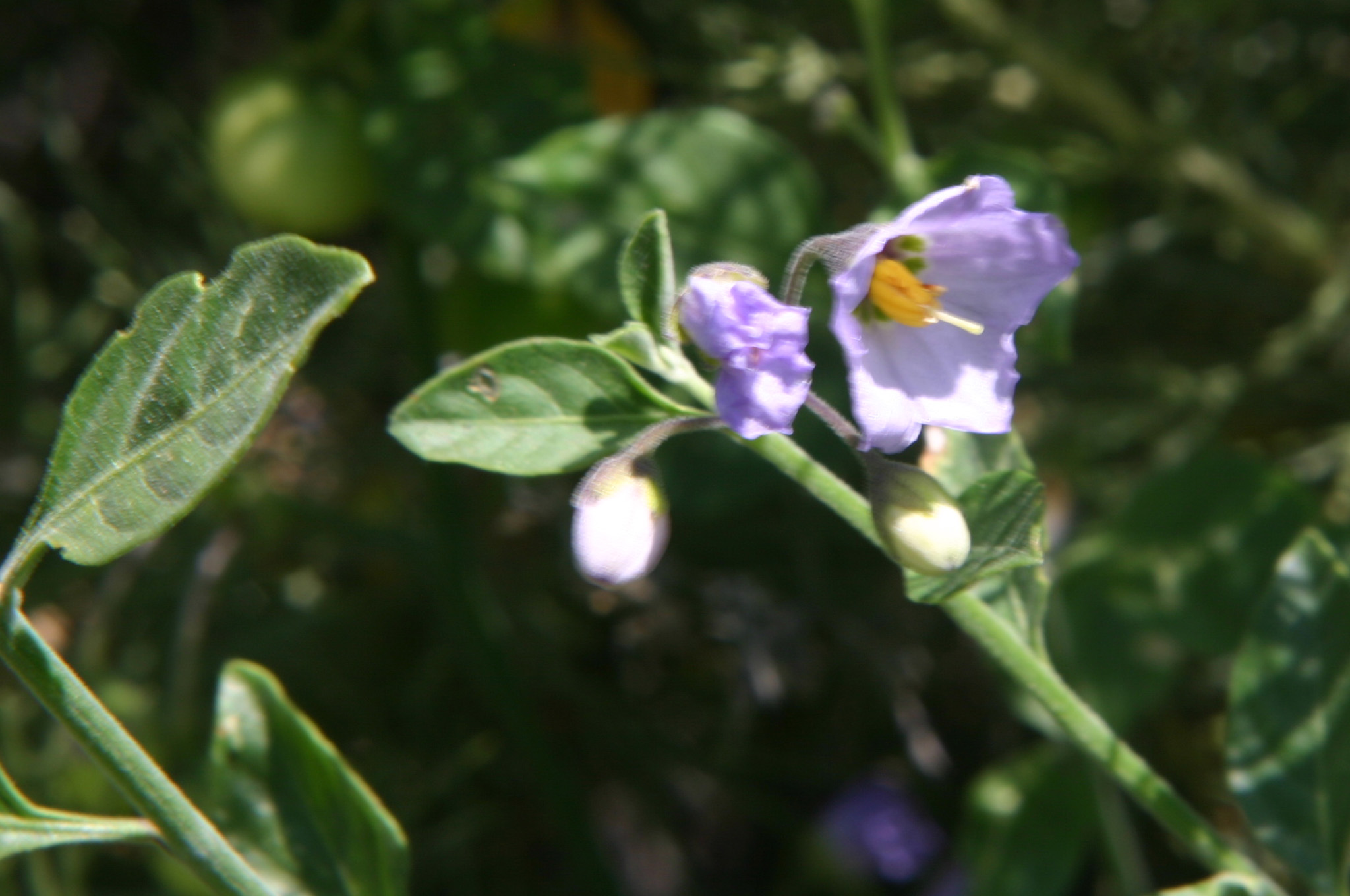
(S. umbelliferum) flors

- Solanum luteoalbum (including S. semicoalitum)
- Solanum lycocarpum – poma de llop
- Solanum melissarum
- Solanum nudum Dunal –
- Solanum ovum-fringillae
- Solanum paralum
- Solanum parishii A.Heller –
- Solanum pinetorum
- Solanum polygamum Vahl – Cakalaka
- Solanum pyrifolium Lam.
- Solanum riedlei Dunal –
- Solanum rudepannum Dunal
- Solanum rugosum Dunal – tabac aspre
- Solanum sibundoyense
- Solanum sodiroi (including S. carchiense)
- Solanum sycocarpum
- Solanum tenuipes Bartlett –
- Solanum tobagense
- Solanum trilobatum L.
- Solanum umbelliferum – Bluewitch Nightshade
- Solanum violaceum Ortega
- Solanum viride Spreng. –
- Solanum woodburyi Howard –

### Anteriorment ubicades en el gènere Solanum
- Chamaesaracha coronopus (com S. coronopus)
- Lycianthes biflora (com S. multifidum Buch.-Ham. ex D.Don)
- Lycianthes denticulata (com S. gouakai var. angustifolium and var. latifolium)
- Lycianthes lycioides (com S. lycioides var. angustifolium)
- Lycianthes mociniana (com S. uniflorum Dunal in Poir. and S. uniflorum Sessé & Moc.)
- Lycianthes rantonnei (com S. rantonnetii, S. urbanum var. ovatifolium and var. typicum)
- Indeterminades espècies de Lycianthes amb noms com S. chrysophyllum, S. ciliatum Blume ex Miq., S. corniculatum Hiern, S. lanuginosum, S. loxense, S. mucronatum, S. retrofractum var. acuminatum, S. violaceum Blume, S. violifolium f. typicum, S. virgatum notst ß albiflorum, S. uniflorum Lag. or S. uniflorum var. berterianum.